# Castelo Macduff's

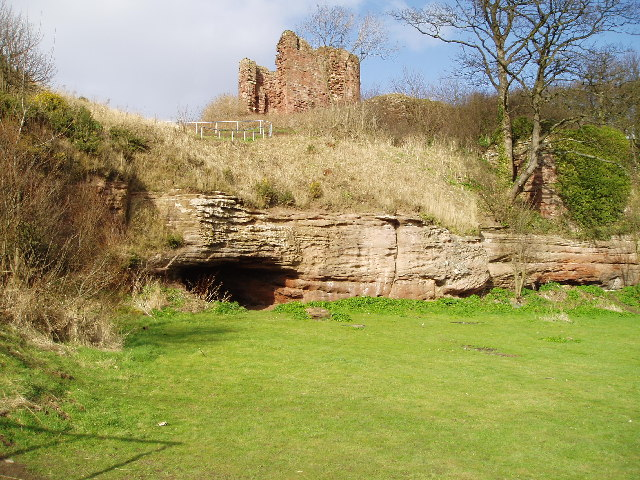
Castelo Macduff's, Escócia.

O Castelo Macduff's (em inglês:  Macduff's Castle) é um castelo do século XVI atualmente em ruínas localizado em Wemyss, Fife, Escócia.

## História
O castelo foi adquirido por Sir John Wemyss em 1637 a Lorde Colville de Culross, e em 1651 as terras a este e oeste de Wemyss, foram unidas numa só.
Encontra-se classificado na categoria "B" do "listed building" desde 11 de dezembro de 1972.